# Łucznictwo na Igrzyskach Panamerykańskich 2023
Zawody w łucznictwie na Igrzyskach Panamerykańskich 2023 zostały rozegrane w dniach 1-5 listopada. Areną zmagań był Parque Peñalolén.

## Medaliści
Łuk klasyczny
| Konkurencja      | 1. miejsce                                                                       | 2. miejsce                                           | 3. miejsce                                              |
| ---------------- | -------------------------------------------------------------------------------- | ---------------------------------------------------- | ------------------------------------------------------- |
| Mężczyźni, ind.  | Jackson Mirich                                                                   | Matías Grande                                        | Ricardo Soto                                            |
| Mężczyźni, druż. | Stany Zjednoczone Brady Ellison · Jackson Mirich · Jack Williams                 | Meksyk Carlos Rojas · Matias Grande · Caleb Urbina   | Brazylia Marcus D'Almeida · Matheus Gomes · Matheus Ely |
| Kobiety, ind.    | Alejandra Valencia                                                               | Ana Clara Machado                                    | Casey Kaufhold                                          |
| Kobiety, druż.   | Stany Zjednoczone Catalina Gnoriega · Casey Kaufhold · Jennifer Mucino-Fernandez | Meksyk Aída Román · Ángela Ruiz · Alejandra Valencia | Kolumbia Ana Rendón · Maira Sepúlveda · Carolina Posada |
| Mikst            | Stany Zjednoczone Casey Kaufhold · Brady Ellison                                 | Brazylia Ana Clara Machado · Marcus D'Almeida        | Meksyk Alejandra Valencia · Matías Grande               |

Łuk bloczkowy
| Konkurencja      | 1. miejsce                                   | 2. miejsce                                      | 3. miejsce                                |
| ---------------- | -------------------------------------------- | ----------------------------------------------- | ----------------------------------------- |
| Mężczyźni, ind.  | Jean Pizarro                                 | Sawyer Sullivan                                 | Jagdeep Singh                             |
| Mężczyźni, druż. | Salwador Roberto Hernández · Douglas Nolasco | Stany Zjednoczone Kris Schaff · Sawyer Sullivan | Kolumbia Sebastián Arenas · Jagdeep Singh |
| Kobiety, ind.    | Dafne Quintero                               | Alexis Ruiz                                     | Alejandra Usquiano                        |
| Kobiety, druż.   | Stany Zjednoczone Olivia Dean · Alexis Ruiz  | Kolumbia Sara López · Alejandra Usquiano        | Meksyk Andrea Becerra · Dafne Quintero    |
| Mikst            | Kolumbia Sara López · Jagdeep Singh          | Stany Zjednoczone Kris Schaff · Alexis Ruiz     | Meksyk Sebastián García · Dafne Quintero  |

## Klasyfikacja medalowa
Opracowano na podstawie materiałów źródłowych. Kolorem niebieskim oznaczono kraj organizujący igrzyska.
| Miejsce | Państwo           | Złoto | Srebro | Brąz | Razem |
| ------- | ----------------- | ----- | ------ | ---- | ----- |
| 1.      | Stany Zjednoczone | 5     | 4      | 1    | 10    |
| 2.      | Meksyk            | 2     | 3      | 3    | 8     |
| 3.      | Kolumbia          | 1     | 1      | 4    | 6     |
| 4.      | Portoryko         | 1     | 0      | 0    | 1     |
| 4.      | Salwador          | 1     | 0      | 0    | 1     |
| 6.      | Brazylia          | 0     | 2      | 1    | 3     |
| 7.      | Chile             | 0     | 0      | 1    | 1     |
| Razem   | Razem             | 10    | 10     | 10   | 30    |